# St. Joseph (Minnesota)
Pour les articles homonymes, voir Saint-Joseph.
St. Joseph est une ville du comté de Stearns dans l'état du Minnesota.
Sa population était de 6 534 habitants en 2010 et est estimée à 6 854 habitants en 2015
La ville a été fondée en 1855 et a été incorporée en 1890.

## Personnalités
- Jacob Wetterling (1978-1989), est un jeune garçon enlevé à 11 ans à Saint-Joseph.